# Edirne (Provinz)
Edirne ist eine Provinz (İl) der Türkei. Ihre Hauptstadt ist Edirne.
Sie grenzt im Westen an Griechenland, im Norden an Bulgarien und im Osten an die Provinzen Kırklareli und Tekirdağ. Das Kfz-Kennzeichen hat die Nummer 22.

## Verwaltungsgliederung
Die Provinz Edirne gliedert sich in neun Landkreise
| Kreis- code 1     | Landkreis (İlçe)  | Fläche 2 (km²) | Bevölkerung (2020) 3 | Bevölkerung (2020) 3       | Anzahl der Einheiten   | Anzahl der Einheiten  | Anzahl der Einheiten | Bevölke- rungs- dichte (Ew./km²) | städt. Anteil (in %) | Sex Ratio 4 | Grün- dungs- da- tum 5, 6 |
| Kreis- code 1     | Landkreis (İlçe)  | Fläche 2 (km²) | Landkreis (İlçe)     | Verwal- tungssitz (Merkez) | Gemein- den (Belediye) | Stadt- viertel (Mah.) | Dörfer (Köy)         | Bevölke- rungs- dichte (Ew./km²) | städt. Anteil (in %) | Sex Ratio 4 | Grün- dungs- da- tum 5, 6 |
| ----------------- | ----------------- | -------------- | -------------------- | -------------------------- | ---------------------- | --------------------- | -------------------- | -------------------------------- | -------------------- | ----------- | ------------------------- |
| 1307              | Enez              | 455            | 10.667               | 4.181                      | 1                      | 3                     | 19                   | 23,4                             | 39,20                | 945         | 1953                      |
| 1385              | Havsa             | 545            | 18.564               | 8.704                      | 1                      | 6                     | 22                   | 34,1                             | 46,89                | 984         | 1954                      |
| 1412              | İpsala            | 741            | 26.796               | 8.524                      | 3                      | 12                    | 19                   | 36,2                             | 51,47                | 925         | 1928                      |
| 1464              | Keşan             | 1.098          | 83.399               | 63.965                     | 3                      | 19                    | 45                   | 76,0                             | 82,91                | 977         |                           |
| 1502              | Lalapaşa          | 497            | 6.442                | 1.596                      | 1                      | 1                     | 27                   | 13,0                             | 24,77                | 886         | 1945                      |
| 1523              | Meriç             | 438            | 13.535               | 2.944                      | 3                      | 6                     | 21                   | 30,9                             | 52,94                | 959         |                           |
| 1295              | Merkez Edİrne     | 844            | 180.901              | 168.680                    | 1                      | 24                    | 37                   | 214,3                            | 93,24                | 1005        |                           |
| 1988              | Süloğlu           | 342            | 6.851                | 3.558                      | 1                      | 4                     | 10                   | 20,0                             | 51,93                | 698         | 1990                      |
| 1705              | Uzunköprü         | 1.185          | 60.608               | 39.735                     | 2                      | 20                    | 53                   | 51,2                             | 69,96                | 1003        |                           |
| PROVINZ 22 Edİrne | PROVINZ 22 Edİrne | 6.145          | 407.763              |                            | 16                     | 95                    | 253                  | 66,4                             | 78,29                | 982         |                           |

## Bevölkerung

### Ergebnisse der Bevölkerungsfortschreibung
Nachfolgende Tabelle zeigt die jährliche Bevölkerungsentwicklung am Jahresende nach der Fortschreibung durch das 2007 eingeführte adressierbare Einwohnerregister (ADNKS). Zusätzlich sind die Bevölkerungswachstumsrate und das Geschlechterverhältnis (Sex Ratio d. h. Anzahl der Frauen pro 1000 Männer) aufgeführt. Der Zensus von 2011 ermittelte 400.554 Einwohner, das sind über 2000 Einwohner weniger als zum Zensus 2000.
| Jahr | Bevölkerung am Jahresende | Bevölkerung am Jahresende | Bevölkerung am Jahresende | Wachstums- rate der Be- völkerung (in %) | Geschlechter verhältnis (Frauen auf 1000 Männer) | Rang (unter den 81 Provinzen) |
| Jahr | gesamt                    | männlich                  | weiblich                  | Wachstums- rate der Be- völkerung (in %) | Geschlechter verhältnis (Frauen auf 1000 Männer) | Rang (unter den 81 Provinzen) |
| ---- | ------------------------- | ------------------------- | ------------------------- | ---------------------------------------- | ------------------------------------------------ | ----------------------------- |
| 2020 | 407.763                   | 205.775                   | 201.988                   | −1,48                                    | 968                                              | 49                            |
| 2019 | 413.903                   | 210.304                   | 203.599                   | 0,58                                     | 968                                              | 48                            |
| 2018 | 411.528                   | 209.390                   | 202.138                   | 1,15                                     | 965                                              | 48                            |
| 2017 | 406.855                   | 206.342                   | 200.513                   | 1,28                                     | 972                                              | 47                            |
| 2016 | 401.701                   | 203.738                   | 197.963                   | −0,21                                    | 972                                              | 48                            |
| 2015 | 402.537                   | 203.349                   | 199.188                   | 0,56                                     | 980                                              | 48                            |
| 2014 | 400.280                   | 203.001                   | 197.279                   | 0,43                                     | 972                                              | 48                            |
| 2013 | 398.582                   | 201.567                   | 197.015                   | −0,28                                    | 977                                              | 48                            |
| 2012 | 399.708                   | 203.656                   | 196.052                   | 0,10                                     | 963                                              | 48                            |
| 2011 | 399.316                   | 204.389                   | 194.927                   | 2,28                                     | 954                                              | 48                            |
| 2010 | 390.428                   | 196.262                   | 194.166                   | −1,27                                    | 989                                              | 48                            |
| 2009 | 395.463                   | 201.450                   | 194.013                   | 0,21                                     | 963                                              | 48                            |
| 2008 | 394.644                   | 202.714                   | 191.930                   | −0,46                                    | 947                                              | 48                            |
| 2007 | 396.462                   | 203.569                   | 192.893                   | –                                        | 948                                              | 48                            |
| 2000 | 402.606                   | 230.908                   | 171.698                   |                                          | 744                                              | 47                            |

### Volkszählungsergebnisse
Nachfolgende Tabellen geben den bei den 14 Volkszählungen dokumentierten Einwohnerstand der Provinz Edirne wieder.
Die Werte der linken Tabelle sind E-Books (der Originaldokumente) entnommen, die Werte der rechten Tabelle entstammen der Datenabfrage des Türkischen Statistikinstituts TÜIK – abrufbar über diese Webseite:
| Jahr | Bevölkerung | Bevölkerung | Rang |
| Jahr | Provinz     | Türkei      | Rang |
| ---- | ----------- | ----------- | ---- |
| 1927 | 150.840     | 13.648.270  | 43   |
| 1935 | 184.840     | 16.158.018  | 43   |
| 1940 | 251.373     | 17.820.950  | 37   |
| 1945 | 198.271     | 18.790.174  | 43   |
| 1950 | 221.268     | 20.947.188  | 43   |
| 1955 | 251.795     | 24.064.763  | 41   |
| 1960 | 276.479     | 27.754.820  | 43   |

| Jahr | Bevölkerung | Bevölkerung | Rang |
| Jahr | Provinz     | Türkei      | Rang |
| ---- | ----------- | ----------- | ---- |
| 1965 | 303.234     | 31.391.421  | 43   |
| 1970 | 316.425     | 35.605.176  | 45   |
| 1975 | 340.732     | 40.347.719  | 46   |
| 1980 | 363.286     | 44.736.957  | 47   |
| 1985 | 389.638     | 50.664.458  | 48   |
| 1990 | 404.599     | 56.473.035  | 47   |
| 2000 | 402.606     | 67.803.927  | 47   |

Anzahl der Provinzen bezogen auf die Censusjahre:
- 1927, 1940 bis 1950: 63 Provinzen
- 1935: 57 Provinzen
- 1955: 67 Provinzen
- 1960 bis 1985: 73 Provinzen
- 1990: 73 Provinzen
- 2000: 81 Provinzen

## Persönlichkeiten
- Mehmed II. (1432–1481), Osmanischer Sultan
- Talât Pascha (1874–1921), Großwesir des Osmanischen Reiches
- Kemal Unakıtan (1946–2016), türkischer Politiker
- Sümeyra (1946–1990), Musikerin
- Rafet el Roman (* 1968), Popmusiker
- Cem Adrian (* 1980), Sänger und Songschreiber